# Pass the Dutchie
Pass the Dutchie is een nummer van de Brits-Jamaicaanse band Musical Youth uit 1982, van het debuutalbum The Youth of Today. In 1994 werd het nummer op cd-single uitgebracht en in 2008 als digitale download.

## Achtergrond
Het werd de grootste hit van Musical Youth, uitgebracht op een moment waarop de bandleden tussen de 11 en 15 jaar oud waren. In negen landen bereikte het nummer de eerste plek in de nationale hitlijsten.
In Australië, Canada, Ierland, Nederland, Nieuw-Zeeland, Spanje, Verenigd Koninkrijk, Vlaanderen en Zwitserland wist Musical Youth met dit nummer op de eerste plek terecht te komen. In vier andere landen behaalde het ook nog een plek in de top tien. Voor het bereiken van de Top 40 werd de single ook Alarmschijf in Nederland. De nummer-1-positie werd ook bereikt in zowel de de Nationale Hitparade als de TROS Top 50, net als in de Europese hitlijst op Hilversum 3, de TROS Europarade.
Pass the Dutchie combineerde twee bestaande nummers: Gimme the Music van U Brown en Pass the Kutchie van Mighty Diamonds. Dat laatste nummer gaat over recreationeel gebruik van cannabis. Voor Pass the Dutchie werd het woord veranderd om een breder publiek te kunnen aanspreken. De videoclip was volgens de band de eerste van zwarte artiesten die in roulatie kwam op MTV.

## Hitnoteringen

### Nederlandse Top 40
| Hitnotering: 16-10-1982 t/m 25-12-1982 | Hitnotering: 16-10-1982 t/m 25-12-1982 | Hitnotering: 16-10-1982 t/m 25-12-1982 | Hitnotering: 16-10-1982 t/m 25-12-1982 | Hitnotering: 16-10-1982 t/m 25-12-1982 | Hitnotering: 16-10-1982 t/m 25-12-1982 | Hitnotering: 16-10-1982 t/m 25-12-1982 | Hitnotering: 16-10-1982 t/m 25-12-1982 | Hitnotering: 16-10-1982 t/m 25-12-1982 | Hitnotering: 16-10-1982 t/m 25-12-1982 | Hitnotering: 16-10-1982 t/m 25-12-1982 | Hitnotering: 16-10-1982 t/m 25-12-1982 | Hitnotering: 16-10-1982 t/m 25-12-1982 |
| Week                                   | 1                                      | 2                                      | 3                                      | 4                                      | 5                                      | 6                                      | 7                                      | 8                                      | 9                                      | 10                                     | 11                                     |                                        |
| -------------------------------------- | -------------------------------------- | -------------------------------------- | -------------------------------------- | -------------------------------------- | -------------------------------------- | -------------------------------------- | -------------------------------------- | -------------------------------------- | -------------------------------------- | -------------------------------------- | -------------------------------------- | -------------------------------------- |
| Positie:                               | 29                                     | 11                                     | 2                                      | 1                                      | 1                                      | 1                                      | 1                                      | 2                                      | 5                                      | 15                                     | 35                                     | uit                                    |

### Nationale Hitparade
| Hitnotering: 23-10-1982 t/m 15-01-1983 | Hitnotering: 23-10-1982 t/m 15-01-1983 | Hitnotering: 23-10-1982 t/m 15-01-1983 | Hitnotering: 23-10-1982 t/m 15-01-1983 | Hitnotering: 23-10-1982 t/m 15-01-1983 | Hitnotering: 23-10-1982 t/m 15-01-1983 | Hitnotering: 23-10-1982 t/m 15-01-1983 | Hitnotering: 23-10-1982 t/m 15-01-1983 | Hitnotering: 23-10-1982 t/m 15-01-1983 | Hitnotering: 23-10-1982 t/m 15-01-1983 | Hitnotering: 23-10-1982 t/m 15-01-1983 | Hitnotering: 23-10-1982 t/m 15-01-1983 | Hitnotering: 23-10-1982 t/m 15-01-1983 | Hitnotering: 23-10-1982 t/m 15-01-1983 | Hitnotering: 23-10-1982 t/m 15-01-1983 |
| Week                                   | 1                                      | 2                                      | 3                                      | 4                                      | 5                                      | 6                                      | 7                                      | 8                                      | 9                                      | 10                                     | 11                                     | 12                                     | 13                                     |                                        |
| -------------------------------------- | -------------------------------------- | -------------------------------------- | -------------------------------------- | -------------------------------------- | -------------------------------------- | -------------------------------------- | -------------------------------------- | -------------------------------------- | -------------------------------------- | -------------------------------------- | -------------------------------------- | -------------------------------------- | -------------------------------------- | -------------------------------------- |
| Nummer                                 | 23                                     | 1                                      | 1                                      | 1                                      | 1                                      | 2                                      | 2                                      | 3                                      | 6                                      | 19                                     | 25                                     | 28                                     | 50                                     | uit                                    |

### TROS Top 50
Hitnotering: 14-10-1982 t/m 06-01-1983. Hoogste notering: #1 (2 weken).

### TROS Europarade
Hitnotering: 17-10-1982 t/m 20-03-1983. Hoogste notering: #1 (1 week).